# كريس جوميز
كريس جوميز (بالإنجليزية: Chris Gomez) هو لاعب كرة قاعدة أمريكي، ولد في 16 يونيو 1971 في لوس أنجلوس في الولايات المتحدة.

## وصلات خارجية
- كريس جوميز على موقع دوري كرة القاعدة الرئيسي (الإنجليزية)
- كريس جوميز على موقعبيزبول رفرنس.كوم (الدوري الرئيسي) (الإنجليزية)
- كريس جوميز على موقعبيزبول رفرنس.كوم (الدوري الثانوي) (الإنجليزية)
- كريس جوميز على موقع إي إس بي إن.كوم (أم.أل.بي) (الإنجليزية)
- كريس جوميز على موقع مشجعي الرسوم البيانية (الإنجليزية)